# 1840-ih
2. tisućljeće
◄ | 18. stoljeće | 19. stoljeće | 20. stoljeće | ►
◄ | 1810-ih | 1820-ih | 1830-ih | 1840-ih | 1850-ih | 1860-ih | 1870-ih | ►
1840. | 1841. | 1842. | 1843. | 1844. | 1845. | 1846. | 1847. | 1848. | 1849.

## Događaji i trendovi
- Početak Hrvatskog narodnog preporoda
- Proglašenje Druge Republike i uvedeno opće biračko pravo.
- Proglašenje Oktroiranog ustava u Habsburškoj Monarhiji što je dovelo kraj Hrvatskog narodnog preporoda

## Svjetska politika
- Revolucija 1848. – 1849., poznata kao Proljeće naroda

## Važnije osobe
- Alphonse de Lamartine
- Josip Jelačić
- Josip Juraj Strossmayer
- Napoleon III.
- Franjo Josip I.
- Luj Filip
- Klemens Lothar Metternich
- Giuseppe Garibaldi
- Lajos Kossuth
- Sándor Petőfi
- Stanko Vraz
- France Prešern

## Vanjske poveznice
|  | Zajednički poslužitelj ima još gradiva o temi 1840-ih |